# بوپارد
شهر بوپارد در ایالت راینلند-فالتز در کشور آلمان واقع شده است.